# 자수성가
자수성가(自手成家)란 스스로 가문을 세우거나 부귀영화를 얻은 사람이나 집안을 말한다. 혈통이나 문벌, 사이비 종교 등의 조력, 매우 큰 돈은 아니지만 많은 돈을 가졌던 자들 혹은 정말 자수성가인지 의문이 있는 사람들도 자수성가자로 주장되거나 통계 등에 포함될 수도 있다. 상류층을 다 죽이거나 강제로 몰락시켜서 자수성가자가 많은 나라들도 있으나 그런 국가들은 나라 상태가 불안정하고 국제적으로도 자수성가 통계에 안 들어가거나 늦게 포함될 수도 있다.

## 역사
선천적인 유리함을 가진 사람들의 집단은 일반인들보다 성공할 확률이 높았으며 우리나라에서도 역사적으로 전근대의 신분과 불로소득의 중요성이 높아서 천한 신분이었던 사람들은 노동만으로 성공하기 어려웠다. 자수성가자로 알려진 사람들도 외국이나 우리나라의 위키에 의하면 프레더릭 윈즐로 테일러나 웨인 후이젠가처럼 남들보다 유리한 태생을 가진 경우가 있으며 근현대부터는 혈통만이 아닌 학벌도 자수성가의 유리함에 영향력을 행사하고 있어서 상류층은 다수가 학벌도 좋다. 외국의 근대에서도 후손의 25%가 어린 시절에 죽고 35%가 후진적 생활로 인하여 한미한 집안에서 태어나면 나머지 정상적인 사람들도 대다수가 성공하지 못하고 하층 역할이나 하면서 살았다.
역사적으로 고위층 태생은 평범한 사람들에 비하여 물적ㆍ인적 기반은 물론 정신적 기반도 우수하며 범죄 혹은 범죄에 해당되나 법에 걸리지 않거나 그렇지는 않더라도 비도덕적 착취인 행위에 거의 당하지 않았기 때문에 물질적ㆍ정신적 자수성가에 매우 유리했으며 과거에 존재한 대중의 믿음이나 민중사학 따위에선 손무나 이순신처럼 가난한 민중 출신으로 알려진 사람들도 사실은 부유하고 명망높은 고위층 태생으로 밝혀지는 경우들도 있다. 대한민국의 역사에서도 보도연맹 학살을 감행한 이승만 정부 이후 1990년대까지 역대 정부는 보도연맹원으로 사망한 사람의 가족과 친척들을 요시찰 대상으로 분류해 감시했으며 요시찰인 명부 등을 작성해 취업 등에 각종 불이익을 주면서 연좌제를 적용해서 하층민 집단은 고위층 가문에 비해 사실상 성공하기 어려운 상태에 있었다. 그리고 이런 학살과 차별을 결정한 것은 민중이 아닌 고위층의 의지였다.

## 같이 보기
- 학벌